# Inese Jaunzeme
Inese Jaunzeme (Pļaviņas, 21 mei 1932 - Riga, 13 februari 2011) was een Letse atlete, die gespecialiseerd was in het speerwerpen. Ze werd olympisch kampioene in deze discipline en veroverde hiermee het eerste olympische goud in de geschiedenis van de Letse sport. Na de beëindiging van haar sportcarrière studeerde zij in 1960 af in de medicijnen en ontwikkelde zij zich tot een vermaard traumatoloog en plastisch chirurg. Sinds 1999 was zij tevens voorzitter van het Lets Olympisch Comité.

## Loopbaan

### Olympisch kampioene
In 1956, toen nog als vertegenwoordigster van de Sovjet-Unie, kwalificeerde Jaunzeme zich nipt voor de Olympische Spelen van Melbourne door bij de Sovjet-kampioenschappen met een beste poging van 50,84 m derde te worden. In Melbourne werd ze tijdens de kwalificatieronde slechts zesde met 46,19 als beste worp. Bij de start van de finale behoorde zij dan ook niet tot de favorieten voor de eindoverwinning. Maar in die finale zette de Letse de boel direct op scherp door in de eerste ronde de speer naar de olympische recordafstand van 51,63 te gooien. De Zweedse Ingrid Almqvist volgde met 49,74. Vervolgens produceerde Jaunzeme een fraaie serie worpen met nog eens drie worpen boven de 50 meter, die elk goed waren voor olympisch goud. Bovendien verbeterde zij zich met 53,40 bij haar vierde en 53,86 bij haar zesde en laatste poging nog eens aanzienlijk. Alleen de Chileense Marlene Ahrens met 50,38 en haar Sovjet-landgenote Nadezjda Konjajeva met 50,28 kwamen eveneens voorbij de 50 meter.
Jaunzeme trainde bij Dynamo in Riga.

### Professor
Jaunzeme studeerde medicijnen aan de Stradina Universiteit Riga, waar zij na afloop van haar atletiekloopbaan in 1960 afstudeerde. Zij specialiseerde zich in de traumatologie en plastische chirurgie en promoveerde in 1969. Sinds 1970 was zij als professor verbonden aan de Stradina Universiteit Riga. Vanaf 1999 tot aan haar dood in 2011 was Jaunzeme tevens voorzitter van het Lets Olympisch Comité.

## Titels
- Olympisch kampioene speerwerpen - 1956
- Lets kampioene speerwerpen - 1952, 1956, 1958, 1960

## Persoonlijk record
| Onderdeel   | Prestatie | Datum | Plaats |
| ----------- | --------- | ----- | ------ |
| speerwerpen | 55,73 m   | 1960  |        |

## Palmares

### speerwerpen
- 1952:  Letse kamp. - 40,04 m
- 1956:  Letse kamp. - 43,90 m
- 1956:  OS - 53,86 m (OR)
- 1957:  World Student Games (pre-universiade) - 52,19 m
- 1957:  World Student Games (UIE) - 51,60 m
- 1958:  Letse kamp. - 46,42 m
- 1960:  Letse kamp. - 45,16 m

## Onderscheidingen
- Orde van de Rode Vlag van de Arbeid (Sovjet-Unie) - 1957
- Lets atlete van het jaar - 1956, 1957

- International Standard Name Identifier: 0000 0004 1727 3806
- Library of Congress Control Number: n2014033390
- Nationale Bibliotheek van Letland: 000187627
- Virtual International Authority File: 305130670
- WorldCat: E39PBJckRrb9cHRgBCvqXqgYfq

1932: Babe Zaharias ·
1936: Tilly Fleischer ·
1948: Herma Bauma ·
1952: Dana Zátopková ·
1956: Inese Jaunzeme ·
1960: Elvīra Ozoliņa ·
1964: Mihaela Peneș ·
1968: Angéla Németh ·
1972: Ruth Fuchs ·
1976: Ruth Fuchs ·
1980: María Colón ·
1984: Tessa Sanderson ·
1988: Petra Felke ·
1992: Silke Renk ·
1996: Heli Rantanen ·
2000: Trine Hattestad ·
2004: Osleidys Menéndez ·
2008: Barbora Špotáková ·
2012: Barbora Špotáková ·
2016: Sara Kolak ·
2020: Liu Shiying ·
2024: Haruka Kitaguchi